# Europos Parkas

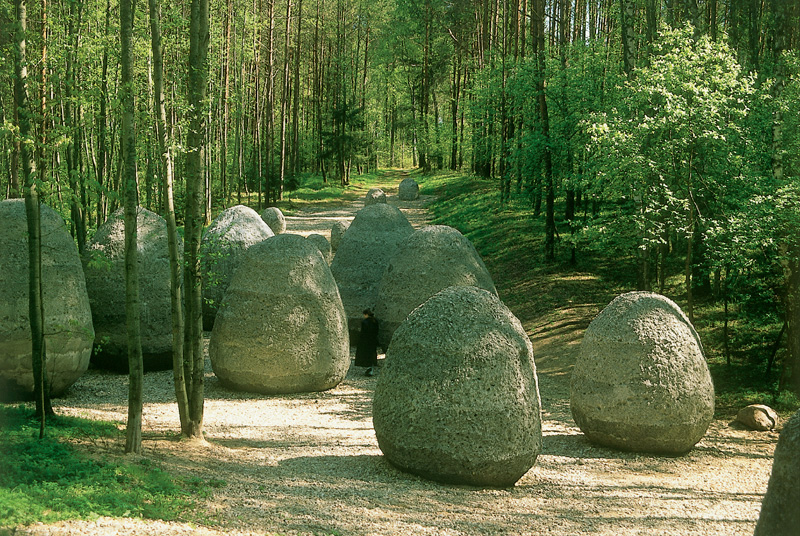
Magdalena Abakanowicz: Space of Unknown Growth

Europos Parkas is een beeldenpark voor internationale, hedendaagse beeldhouw-, conceptuele-, installatiekunst en land art in Joneikiškės bij Vilnius in Litouwen.
Het 50 hectare grote beeldenpark werd in 1991 gesticht door de Litouwse beeldhouwer Gintaras Karosas. Vooral door de deelname van de Amerikaanse installatiekunstenaar Dennis Oppenheim kreeg het park internationale bekendheid. Sinds 1999 wordt jaarlijks een symposium voor beeldhouwers georganiseerd.

## De collectie ( selectie)
- Magdalena Abakanowicz: Space of Unknown Growth (1998)
- Jon Barlow Hudson: Cloud Hands (1994)
- Benbow Bullock: Upper Quadrant (1990)
- Xavier Cruz: Woman Looking at the Moon (1996)[1]
- Janet Echelman: Trying to hide with your tail in the air (1998)
- Adri de Fluiter: Sculptuur (1994)
- Patricia Goodrich: Voices Underground[2]
- Gintaras Karosas : Europos Centro monumentas (1993), LNK Infomedis (2000)[3] en The Place(2001)
- Sol LeWitt: Double Negative Pyramid (1998)
- Dennis Oppenheim: Chair/Pool (1996)[4] en Drinking Structure with Exposed Kidney Pool (1998)[5]
- Beverly Pepper: Teatras/Departure - For My Grandmother (1999/2005)
- Aleš Veselý: Chamber of Light (1998/2001)[6] en Point of Ambivalence (2001)[7]
- Wijnand Zijlmans: Sculptuur Vidinis atgimimas (1996)

## Fotogalerij

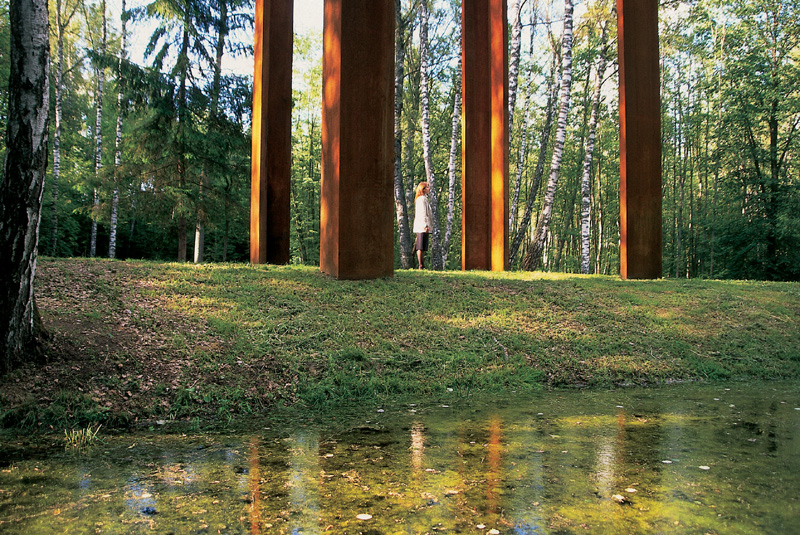
Gintaras Karosas: The Place
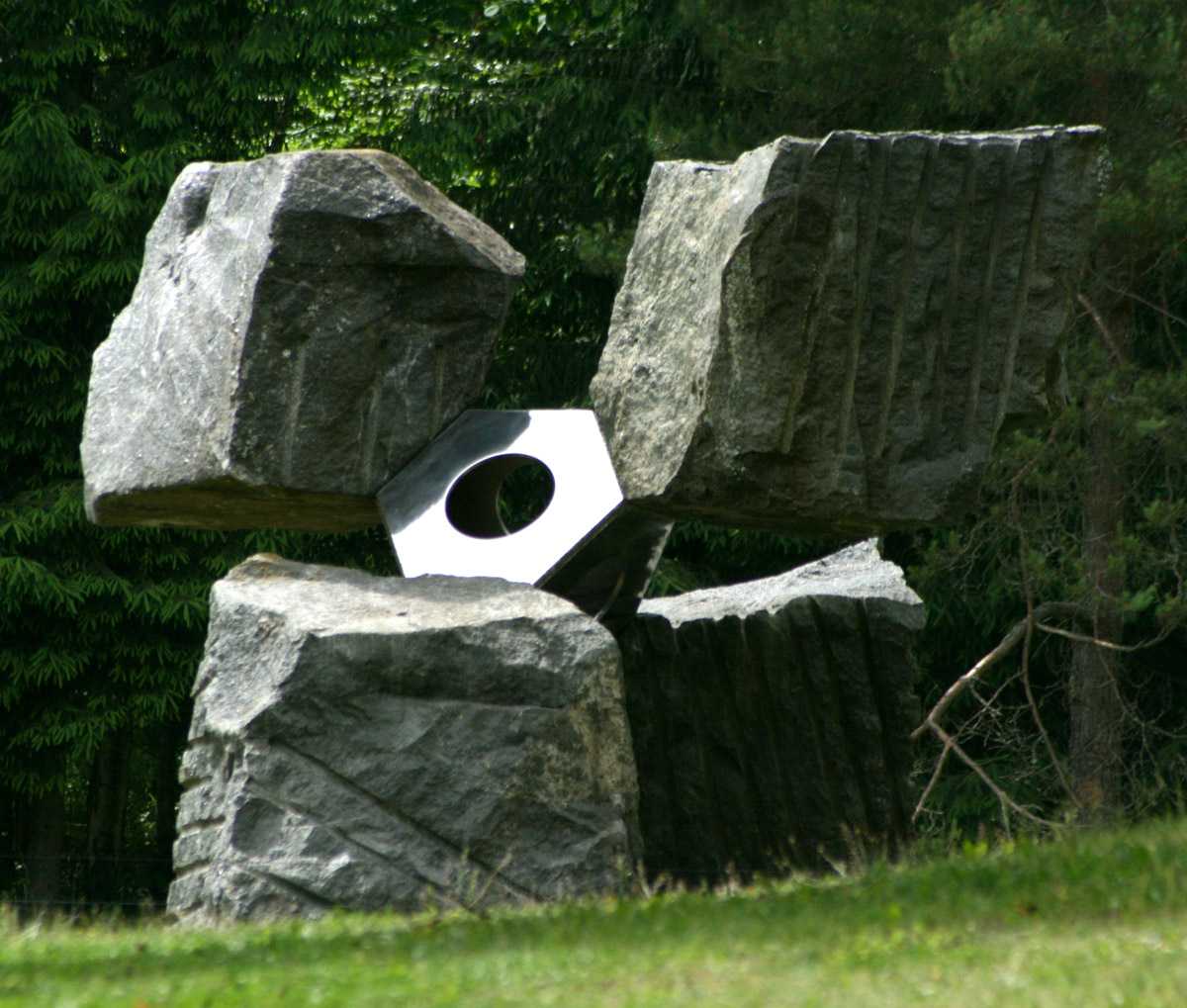
John Barlow Hudson: Cloud Hands
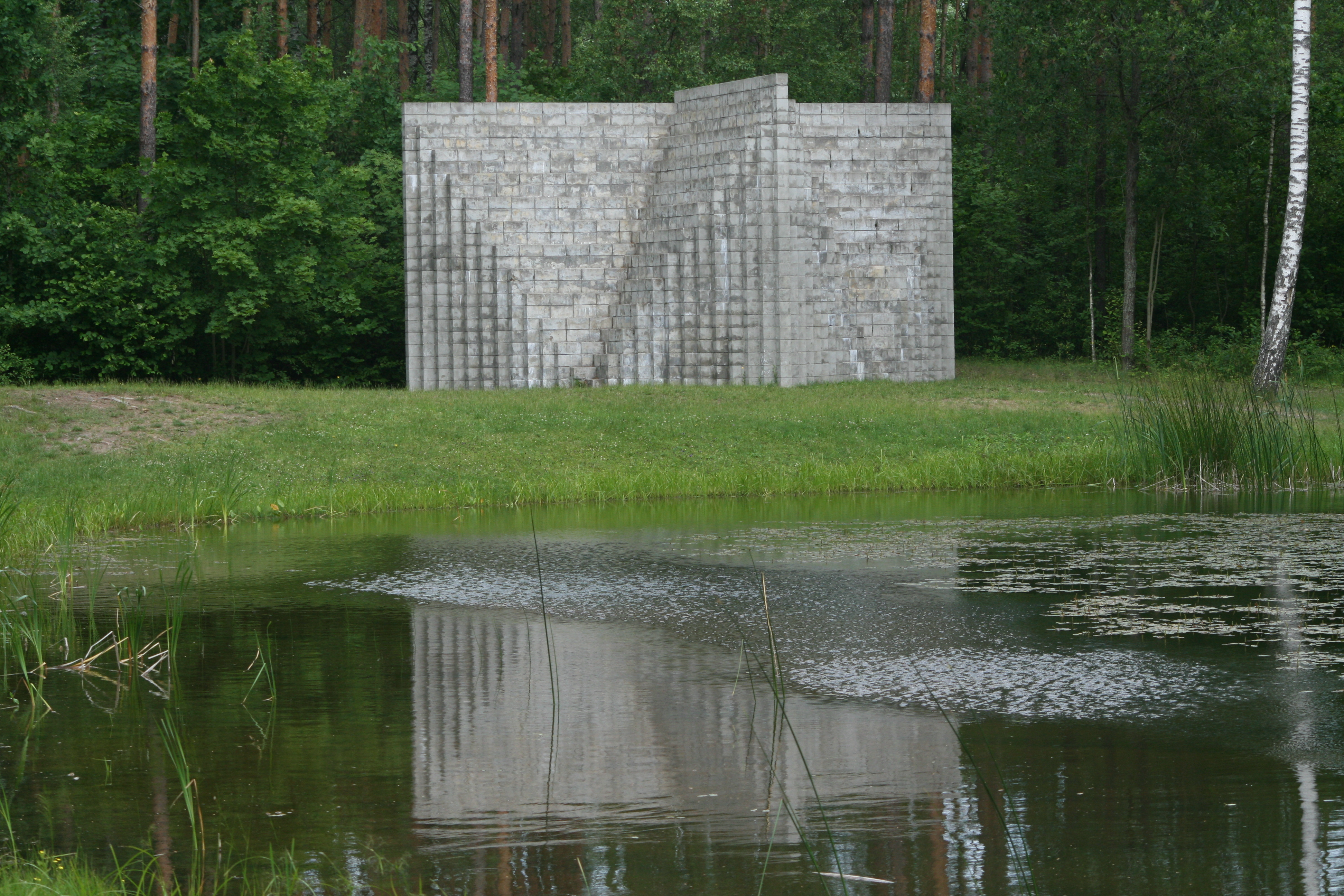
Sol LeWitt: Double Negative Pyramid